# M109 자주포
M109 자주포(M109 howitzer)은 미국에서 생산된 자주포로 1962년 생산된 이래 지금까지 많은 미국의 동맹국들과 미국이 사용하고있다.

## 개요
1962년부터 생산을 해 미국 육군과 해병대 전용이 합해 약 2,000량이 생산되었다. 주포를 신형에 환장 하는 등의 개량형(M109A1/A2)에 가세해 새로운 근대화 개수(M109A3A6)를 해 시리즈의 생산 누계는 약 10,000량이라고 하고 있다. M109A6에게만 팔라딘(Paladin)이라는 별칭이 있다.
1998년에는 M109의 후계가 되는 XM2001 크루세이더(XM2001 Crusader)의 개발이 시작되었지만, 높은 가격과 50 t에 이르는 대중량이기 때문에 2002년에 개발이 중지되었다 결국 A6형을 지금까지도 사용하고 있다. 미국 이외에도, 여러 미국 동맹국에서 주력자주포로 채용되고있다.

## 대체수단
운용된지 40년이 넘은 M109 자주포는 너무 노후화된 자주포였다. 이에 미군도 이를 느끼고 대체할 방법을 찾는다.
첫 번째 시도로 XM2001을 개발하는 것이였다. XM2001은 분당 12발의 발사속도와 50km의 사정거리로 PzH 2000과 K9 자주포를 제치고 세계 최강이 될 예정이었다. 또한 함께 개발 중이던 XM2002 RSV 보급차량은 막강한 성능으로 한국제 K-10을 능가하는 성능을 가지게 될 예정이었다. 그러나 XM2001은 여러 가지 문제로 인해서 도입수량이 824대에서 480대로 줄었고, 포탄 적재량과 항속거리도 감소했다. 이를 살리려는 노력에도 불구하고 결국 2002년 5월 사업은 전면취소 되었다.
두 번째 시도로 FCS 사업을 추진하는 것이였다. 그 중 하나가 XM1203 NLOS-C였다. 전투 중량은 18t, 사거리는 30km로 결정이 되었다. 사업의 빠른 진전으로 FCS 차량사업들 중 가장 빠른 2008년 5월 1호 차량이 등장했다. 그러나 아프가니스탄·이라크에서의 전훈과 미국 경제의 악화로 인해서 결구 2009년 5월 도입사업은 전면폐기되었다.
하지만 너무나도 노후화된 기존 M109를 대체해야 했다. 미군의 자주포 전력은 너무나도 열악했기 때문이다. 이에 새로운 사업이 추진되어 M109 PIM이 등장했다. M2 브래들리의 차체를 이용하여 기동성과 방어력이 상승했고, XM1203에 기술을 적용했다. 2013년부터 580대가 도입될 예정이다. 세계 최강의 군사력을 가진 미국은 정작 자주포 전력은 정치논쟁으로 인한 시간 낭비로 인해서 무려 30년이나 뒤쳐지게 되었다.

## 파생형

### M109
초기형.1963년생산 개시.M126 155 mm유탄포 및 M127포가를 사용.

### M109A1/A1B
장 포신화, 33 구경 MX185 155 mm유탄포에 환장, 최대 사정 18,100m

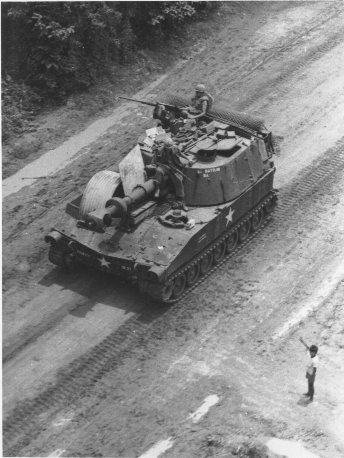
베트남 전쟁당시 M109

### M109A2
M185 155 mm유탄포 및 M178포가를 사용, 탄약 탑재량 28발에서 36발로 증가

### M109A3/A3B
A1/A1B의 A2규격에의 개수형, M127포가를 M178포가에 환장.

### M109A4
A2 및 A3의 NBC전 대응 능력 향상형.

### M109A5
M284 155 mm유탄포 및 M182포가를 사용 포르투갈향차량 단가 약 207만$

### M109A6 팔라딘

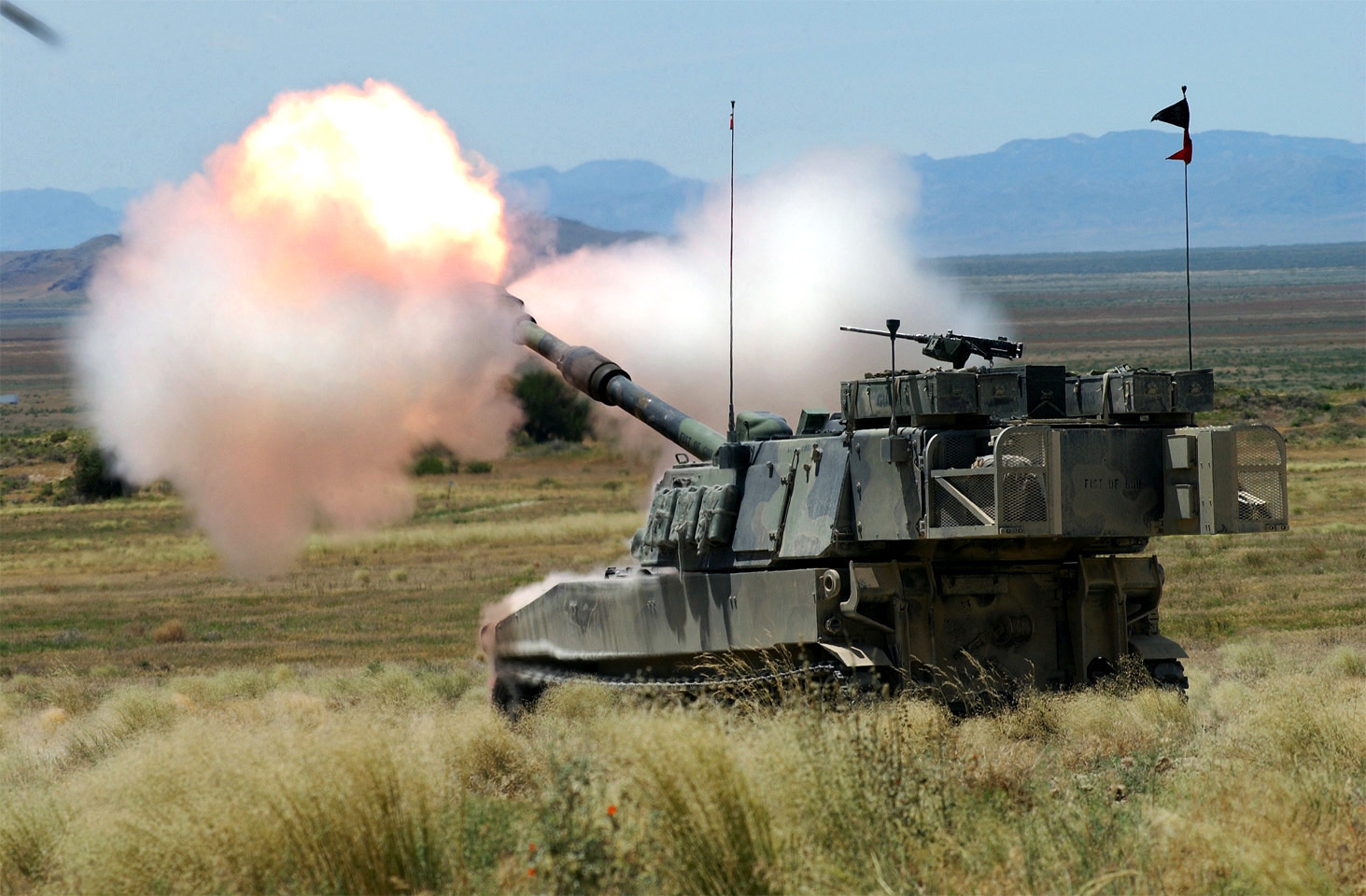
사격 중인 M109A6 팔라딘

장 포신화, 장갑 강화, 사격 통제 장치의 개량 등, 대폭적인 현대화를 도모한 형태.
주포에는 39 구경에 장 포신화한 155 mm유탄포 XM284와 AAS(선진형 무장 시스템) 계획으로부터 태어난 155 mm유탄포 XM282, XM283가 있어, XM284는 요금 8의 M208 장약을 이용해 M549A1 로켓 보조 유탄을 30 km까지 날리는 것이 가능했다.
또 XM282는, 58 구경이라고 하는 장대한 포신장을 가져, 새롭게 개발된 XM244 장약의 사용을 가능하게 해, XM864 베이스·브리드 유탄을 사용했을 경우의 최대 사정은 45 km에도 달했다.

### XM2001
노후화된 M109 자주포의 대체형. 분당 12발 사격 가능, 사거리 50 km. 전면취소.

### XM1203
노후화된 M109 자주포의 대체형. 중량 18t, 사거리 30 km. 전면취소.

### M109A7
2013년부터 도입을 시작한 M109 자주포의 최신 개량형이며, 2013년 10월, 미국 국방부의 국방 획득 위원회가 M109A7 생산을 승인했다.

## 사용국가

### M109A1
- 이란 - 390
- 덴마크 - 76 (A3DK 기종으로 개량됨)
- 그리스 - 51 A1B
- 사우디아라비아 - 28
- 리비아 - 18 A0
- 에티오피아 - 17
- 오만 - 15 A0
- 페루 - 12
- 튀니지 - 11
- 쿠웨이트 - 5 A1B

### M109A2/A3
- 대한민국 - 1,040 (K-55/55A1)
- 독일 - 570 A3GE A1/A2 (phased out by 1 July 2007, replaced by the PzH 2000- give up to Greece)
- 이집트 - 279 A2
- 중화민국(Taiwan) - 197
- 파키스탄 - 150 A2
- 벨기에 - 127 A2 (of which 64 upgraded to A4BE; all now decommissioned) and 40 A3 (sold to Brazil)
- 네덜란드 - 126 A2/90 phased out, largely replaced by the PzH 2000.[1]
- 그리스 - 84 A2, 50 A3GEA1, 196 A3GEA2 (plus 56 A3GEA2 to be used to upgrade the 50 A3GEA1 to A3GEA2 level)[2]
- 모로코 - 84
- 노르웨이 - 56 A3G (14 upgraded to A3GN, and then 9 of these upgraded to A3GNM to suit the winter climate)
- 브라질 - 40 A3 (former Belgian) Brazilian Army
- 태국 - 20
- 포르투갈

### M109A2/A5
- 오스트리아 - 80 A2/A5Ö

### M109A4
- 벨기에 - 64 A4BE

### M109A5
- 이스라엘 - 600 "Doher"
- 이집트 - 201
- 이탈리아 - 192
- 파키스탄 - 130
- 스페인 - 96
- 모로코 - 60
- 사우디아라비아 - 48
- 중화민국(Taiwan) - 28
- 태국 - 20
- 바레인 - 20
- 그리스 - 12
- 포르투갈

### M109A6 Paladin
- 미국 -1800

### M109 KAWEST
- 칠레 - 24 (former Swiss, upgraded by RUAG.)
- 스위스

## 같이 보기
- M110 자주포
- K-9 자주포
- K-55
- 2S3